# Marisa Masullo
Marisa Masullo, później Petrucci (ur. 8 maja 1959 w Mediolanie) – włoska lekkoatletka, sprinterka, trzykrotna mistrzyni igrzysk śródziemnomorskich i trzykrotna olimpijka.

## Kariera sportowa
Odpadła w półfinale biegu na 200 metrów na mistrzostwach Europy juniorów w 1977 w Doniecku. Na halowych mistrzostwach Europy w 1978 w Mediolanie odpadła w eliminacjach biegu na 60 metrów, a na mistrzostwach Europy w 1978 w Pradze w eliminacjach biegu na 200 metrów i sztafety 4 × 100 metrów.
Zwyciężyła w biegu na 200 metrów oraz zdobyła srebrne medale w biegu na 100 metrów i w sztafecie 4 × 100 metrów na igrzyskach śródziemnomorskich w 1979 w Splicie. Na halowych mistrzostwach Europy w 1980 w Sindelfingen odpadła w półfinale biegu na 60 metrów. Odpadła w ćwierćfinałach biegów na 100 metrów i na 200 metrów na igrzyskach olimpijskich w 1980 w Moskwie oraz w półfinale biegu na 50 metrów na halowych mistrzostwach Europy w 1981 w Grenoble.
Zdobyła srebrny medal w biegu na 200 metrów i brązowy w sztafecie 4 × 100 metrów na uniwersjadzie w 1981 w Bukareszcie. Wystąpiła w zawodach pucharu świata w 1981 w Rzymie, gdzie zajęła 6. miejsca w biegach na 100 metrów, na 200 metrów i w sztafecie 4 × 100 metrów. Zajęła 6. miejsce w sztafecie 4 × 100 metrów, a także odpadła w półfinale biegu na 100 metrów i eliminacjach biegu na 200 metrów na mistrzostwach Europy w 1982 w Atenach.
Zdobyła brązowy medal w biegu na 60 metrów na halowych mistrzostwach Europy w 1983 w Budapeszcie, przegrywając jedynie z reprezentantkami Niemieckiej Republiki Demokratycznej Marlies Göhr i Silke Gladisch. Odpadła w półfinale biegu na 200 metrów i eliminacjach sztafety 4 × 100 metrów na mistrzostwach świata w 1983 w Helsinkach. Zdobyła srebrne medale w biegu na 100 metrów i w sztafecie 4 × 100 metrów oraz brązowy medal w biegu na 200 metrów na igrzyskach śródziemnomorskich w 1983 w Casablance.
Zajęła 6. miejsce w sztafecie 4 × 400 metrów oraz odpadła w półfinale biegu na 200 metrów na igrzyskach olimpijskich w 1984 w Los Angeles. Na mistrzostwach Europy w 1986 w Stuttgarcie zajęła 5. miejsce w sztafecie 4 × 400 metrów. Odpadła w ćwierćfinale biegu na 100 metrów i eliminacjach sztafety 4 × 100 metrów na mistrzostwach świata w 1987 w Rzymie.
Zwyciężyła w biegu na 200 metrów i zdobyła srebrny medal w sztafecie 4 × 100 metrów na igrzyskach śródziemnomorskich w 1987 w Latakii. Odpadła w półfinale sztafety 4 × 100 metrów, ćwierćfinale biegu na 200 metrów i eliminacjach biegu na 100 metrów na igrzyskach olimpijskich w 1988 w Seulu. Na halowych mistrzostwach Europy w 1990 w Glasgow odpadła w półfinale biegu na 60 metrów i eliminacjach biegu na 200 metrów. Odpadła w półfinale biegu na 200 metrów na mistrzostwach Europy w 1990 w Splicie.
Po raz trzeci zwyciężyła w biegu na 200 metrów, a także zdobyła srebrny medal w sztafecie 4 × 100 metrów oraz zajęła 4. miejsce w biegu na 100 metrów na igrzyskach śródziemnomorskich w 1991 w Atenach. Zajęła 7. miejsce w sztafecie 4 × 100 metrów oraz odpadła w ćwierćfinale biegu na 200 metrów na mistrzostwach świata w 1991 w Tokio. Odpadła w półfinale biegu na 60 metrów na halowych mistrzostwach Europy w 1992 w Genui.
Była mistrzynią Włoch w biegu na 100 metrów w latach 1980–1985, 1987, 1988 i 1990–1992, w biegu na 200 metrów w latach 1978, 1980–1983, 1985, 1987, 1988, 1990 i 1992, w sztafecie 4 × 100 metrów w latach 1984, 1985 i 1989–1993, w sztafecie 4 × 200 metrów w 1989 oraz w sztafecie 4 × 400 metrów w latach 1983–1986. W hali była mistrzynią Włoch w biegu na 60 metrów w 1979, 1981, 1983, 1985, 1991 i 1993 oraz w biegu na 200 metrów w 1980, 1984 i 1988.
Była rekordzistką Włoch w biegu na 100 metrów z czasem 11,29 s (24 czerwca 1980 w Turynie), trzykrotnie w biegu na 200 metrów do czasu 22,88 s (1 czerwca 1984 w Weronie), trzykrotnie w sztafecie 4 × 100 metrów do czasu 43,67 s (11 lipca 1991 w Atenach) i raz w sztafecie 4 × 400 metrów z wynikiem 3:30,82 (11 sierpnia 1984 w Los Angeles).
Rekordy życiowe Masullo:
- bieg na 100 metrów – 11,29 s (24 czerwca 1980, Turyn)
- bieg na 200 metrów – 22,88 s (1 czerwca 1984, Werona)
- bieg na 400 metrów – 52,41 s (12 czerwca 1985, Florencja)
- bieg na 50 metrów (hala) – 6,31 s (22 lutego 1981, Grenoble)
- bieg na 60 metrów (hala) – 7,19 s (6 marca 1983, Budapeszt)
- bieg na 200 metrów (hala) – 23,44 s (10 lutego 1988, Turyn)